# El sentir de las violetas
El sentir de las violetas es el décimo séptimo libro del autor uruguayo Diego Fischer. Publicado por Editorial Sudamericana en noviembre de 2017.

## Reseña
Fischer basó su investigación en documentos sobre el panorama de la sociedad montevideana en el siglo XIX a través de una de las historias reales de amor de esa época: la de Elvira Reyes y Julio Herrera y Obes, que fueron novios 50 años y nunca se casaron. Ha estado primero en la lista de superventas, y varias semanas entre los 10 libros más vendidos en Uruguay.
El libro lleva tres reediciones. Se encuentra disponible en formato de libro electrónico.
En 2017 el libro fue presentado junto a la historiadora uruguaya Carolina Greisingen, en el Museo Zorrilla.